# Vlekwanglooftiran
De vlekwanglooftiran (Phylloscartes ventralis) is een zangvogel uit de familie Tyrannidae (tirannen).

## Verspreiding en leefgebied
Deze soort komt voor van Peru tot noordwestelijk Argentinië en in het zuidoosten van Zuid-Amerika. Er zijn drie ondersoorten:
- P. v. angustirostris: van oostelijk-centraal Peru tot centraal Bolivia.
- P. v. tucumanus: noordwestelijk Argentinië.
- P. v. ventralis: zuidoostelijk Brazilië, Paraguay, Uruguay en noordoostelijk Argentinië.

## Status
De grootte van de populatie is niet gekwantificeerd maar de soort wordt omschreven als vrij algemeen. Op de Rode lijst van de IUCN heeft deze soort de status niet bedreigd.